# 河津櫻
河津櫻（學名：Prunus lannesiana cv. Kawazu-zakura）是櫻花的一種，大島櫻和緋寒櫻的自然雜交種，屬蔷薇科的落葉喬木植物，原生種產於日本，園藝栽培育成。

## 外形
樹冠廣卵狀，樹皮紫褐色，有光澤，老莖常呈片狀剝落，單葉互生 ，葉倒卵狀長橢圓形、卵狀橢圓形、卵狀長橢圓形，先端漸尖，基部圓狀，重鋸齒葉緣，紙質，表面光滑，有光澤，綠色，中肋於表面凹下而於背面隆起，側脈每邊八至十條，表面不顯著，於背面顯著隆起，托葉撕裂狀，早落，葉柄長約一至二公分，綠色，光滑，兩性花，週位花，花叢生或繖形花序狀排列，花多數，下垂狀，多先葉開放，腋生，花梗細長，綠色，光滑，苞片披針形或卵狀披針形，先端銳尖，花萼鐘形，黃綠色、黃色，先端五裂，裂片三角狀卵形，先端銳尖，花萼筒與子房合生或離生，花冠漏斗狀，輪形排列，輻射對稱，單瓣花，花瓣五枚，粉紅色，與山櫻花相比，色澤淡了許多，著生於花萼筒處，呈緊密覆瓦狀排列，花瓣卵狀圓形，先端圓鈍而凹入，基部呈爪狀，具花盤，雄蕊多數，著生於花萼筒口處，花絲線形，雌蕊心皮一枚，花柱細長，頂生，柱頭盾形，邊緣胎座或中軸胎座，胚珠二枚，側生，下垂狀，核果，卵形、球形，熟果暗紅、黑紫色，帶甜味，種子單一，卵形或長橢圓形。

## 由来
「大島櫻」學名Prunus lannesiana E. H. Wilson，所以「河津櫻」是「大島櫻」的園藝栽培育成，推論是「緋寒櫻」與「大島櫻」的雜交混合種。

## 发现
1955年，在靜岡縣賀茂郡河津町偶然發現。1974年，命名為「河津櫻」。

## 脚注
1. ↑  .   [2013-12-19]. （原始内容存档于2013-12-19）.

## 關連項目
- 櫻花
- 河津町

## 外部連結
- 河津町役場 （页面存档备份，存于）
- 河津町観光協会 河津桜まつり
- 春遊賞櫻 台多所大學擁美景 （页面存档备份，存于）
- 中大早春序曲　日本嬌客「河津櫻」展櫻姿 （页面存档备份，存于）